# 上白石萌歌
上白石萌歌（日语：／ Kamishiraishi Moka，2000年2月28日—），日本女演員、歌手、模特兒。出身於日本鹿兒島，隸屬於Retro Freak，身高163公分，以「adieu」名義進行歌手活動，姊姊是演員上白石萌音。

## 經歷
2011年，小學5年級時，參加東寶藝能舉辦的「東寶灰姑娘」選拔，從44,120人脫穎而出獲得大獎成為當時史上年紀最小的得獎者（10歲）（但紀錄被第九屆得大獎者白山乃愛打破）。
9月成為雜誌《Pichi Lemon》的專屬模特兒，11月首次主演電影《空色物語》中的「彩虹與斑馬」篇。
2012年，2月首次演出電視劇《分身》。2015年演唱動畫《花河童》的主題曲「ス・マ・イ・ル（Smile）」，並發行首張專輯。
2018年，6月上映的電影《羊與鋼之森》中首次與姊姊上白石萌音共演，並獲得第42屆日本電影學院獎最佳新人獎。在7月播出的連續劇《繼母與女兒的藍調》中飾演女兒宮本美雪。同月20日首次參與配音的電影《未來的未來》上映。
2019年，1月演出電視劇《3年A班-從此刻起，大家都是我的人質-》飾演不明原因自殺的游泳部明星選手景山澪奈。4月NHK大河劇《韋駄天～東京奧運故事～》公開由上白石飾演已故日本首位獲得奧運金牌的女子游泳運動員前畑秀子，為首次演出大河劇、並為戲增重了7公斤 。9月6日在Twitter上公開自己就是曾在2017年演唱電影《愛，不由自主》同名主題曲的神秘歌手「adieu」，並正式以「adieu」名義開始音樂活動。10月4日，擔任電視動畫《碧藍幻想》第二季片尾曲《蒼》主唱。11月27日發行「adieu」名義的首張單曲《adieu 1》共收錄5首歌曲。由Yaffle製作的個人第二張EP《adieu 2》於2021年6月30日發行。
2011年至2019年，他离开了出道以来一直隶属的東寶藝能，经过两个月的自由期后，他于2019年4月1日加入了GROVE。
2020年，1月公開首本寫真集「眨眼（まばたき）」將於2月28日生日當天發行。
2021年，6月宣佈在翌年的電視劇《心胸咚咚》中扮演女主角的妹妹，秋季在《所羅門的偽證》WOWOW版中亮相。
2022年，4月起在週日電視劇《金田一少年之事件簿》中扮演主角金田一的青梅竹馬七瀨美雪，是繼2014年《金田一少年之事件簿N（Neo）》第一話「銀幕之殺人鬼」中出演殺人兇手遊佐知惠美後第二次演出金田一電視劇。
他将于2022年12月3日离开GROVE，并于2022年12月4日加入Retro Freak。

## 演出
- 粗體字為主演

### 電視劇
| 播出年份 | 播出日期          | 集數     | 戲劇名稱                               | 首播頻道       | 角色                         | 備註                 |
| -------- | ----------------- | -------- | -------------------------------------- | -------------- | ---------------------------- | -------------------- |
| 2012年   | 2月12日－3月11日  | 全劇     | 分身                                   | WOWOW          | 氏家鞠子／小林雙葉（少女期） |                      |
| 2013年   | 4月9日－6月18日   | 全劇     | 老師遇到鬼                             | 關西電視台     | 藤田朋美                     |                      |
| 2013年   | 8月17日           | 單集     | 緒方貞子 這個世界戰爭不會終結          | NHK            | 緒方貞子（少女期）           |                      |
| 2014年   | 7月19日           | 第1集    | 金田一少年之事件簿N（neo）             | 日本電視台     | 遊佐知惠美                   |                      |
| 2014年   | 12月21日          | 單集     | 科搜研之女2014年末特别篇               | 朝日電視台     | 榊真理子（少女期）           |                      |
| 2015年   | 2月3日            | 第5集    | 錢的戰爭                               | 關西電視台     | 藍澤遙                       |                      |
| 2015年   | 11月8日           | 單集     | 我的青鬼                               | NHK BS Premium | 夏目文香（高中）             |                      |
| 2016年   | 1月13日           | 第1集    | 脆弱                                   | 富士電視台     | 景山花梨                     |                      |
| 2016年   | 3月18日           | 單集     | 再見德布西〜鋼琴家偵探 岬洋介〜        | 日本電視台     |                              |                      |
| 2018年   | 7月10日－9月18日  | 全劇     | 繼母與女兒的藍調                       | TBS            | 宮本美雪（高中）／旁白       | [ 10 ]               |
| 2019年   | 1月6日－3月10日   | 全劇     | 3年A班-從此刻起，大家都是我的人質-     | 日本電視台     | 景山澪奈                     | [ 12 ]               |
| 2019年   | 7月7日－12月15日  | 第26集－ | 韋駄天～東京奧運故事～                 | NHK            | 前畑秀子                     | [ 13 ]               |
| 2019年   | 10月24日          | 第2集    | 派遣女醫X 第6季                        | 朝日電視台     | 二色由理                     | [ 21 ]               |
| 2020年   | 1月2日            | 單集     | 繼母與女兒的藍調 2020年謹賀新年特別篇  | TBS            | 宮本美雪                     | [ 22 ]               |
| 2020年   | 1月5日            | 後編     | 教場                                   | 富士電視台     | 石上                         | [ 23 ]               |
| 2020年   | 1月8日            | 全劇     | 我從何而來                             | 東京電視台     | 藤原千佳                     | [ 24 ]               |
| 2020年   | 2月20日           | 單集     | 初戀                                   | NHK BS Premium | 聖山環菜                     | [ 25 ]               |
| 2020年   | 9月19日           | 全劇     | Request天使～人生最後的願望～ （天使にリクエストを～人生最後の願い～）     | NHK            | 小嶋亞花里                   | [ 26 ] [ 27 ]        |
| 2021年   | 1月3日、1月4日    | 單元劇   | 教場2                                  | 富士電視台     | 石上史穗                     |                      |
| 2021年   | 6月26日           | 單集     | 世界奇妙物語 夏之特別編                | 富士電視台     | 南野光                       | [ 28 ] [ 29 ]        |
| 2021年   | 9月19日、26日     | 全劇     | Bank over!~史上最弱的強盜〜            | 日本電視台     | 大木櫻                       | [ 30 ]               |
| 2021年   | 10月3日－11月21日 | 全劇     | 所羅門的偽證                           | WOWOW          | 藤野涼子                     | [ 31 ] [ 32 ]        |
| 2022年   | 4月11日－9月30日  | 晨間劇   | 心胸咚咚                               | NHK            | 比嘉歌子                     | [ 33 ] [ 34 ] [ 35 ] |
| 2022年   | 4月24日－7月3日   | 全劇     | 金田一少年之事件簿 2022                | 日本電視台     | 七瀨美雪                     | [ 36 ]               |
| 2023年   | 1月5日－3月2日    | 全劇     | 警視廳局外人                           | 朝日電視台     | 水木直央                     | [ 37 ]               |
| 2023年   | 4月21日－6月23日  | 全劇     | Pending Train－8時23分，明天和你在一起 | TBS            | 畑野紗枝                     | [ 38 ]               |
| 2023年   | 9月27日－11月29日 | 全劇     | 派對咖孔明                             | 富士電視台     | 月見英子                     | [ 39 ]               |
| 2025年   | 4月18日－6月27日  | 全劇     | IGNITE                                 | TBS            | 伊野尾麻里                   | [ 40 ]               |

### 電影
| 上映年份 | 上映日期 | 電影名稱               | 角色     | 備註   |
| -------- | -------- | ---------------------- | -------- | ------ |
| 2011年   | 11月19日 | 空色物語「彩虹與斑馬」 | 小林真子 | 初主演 |
| 2015年   | 7月25日  | 腦漿炸裂女孩           | 瀨繹舞歌 |        |
| 2016年   | 11月22日 | 金牌男子               | 黑木洋子 | [ 41 ] |
| 2017年   | 3月4日   | 春&夏                  | 米澤妙子 | [ 42 ] |
| 2018年   | 6月8日   | 羊與鋼之森             | 佐倉由仁 | [ 8 ]  |
| 2018年   | 9月14日  | 三次元女友             | 綾戶純惠 | [ 43 ] |
| 2021年   | 8月20日  | 不讓小孩子知道         | 朔田美波 | 主演   |
| 2022年   | 8月26日  | 彬與瑛                 | 水島康娜 | [ 45 ] |
| 2025年   | 12月12日 | 浪漫殺手               | 星野杏子 | 主演   |

### 動畫電影
- 未來的未來（2018年7月20日、東宝）：角色 小訓／太田訓[11]
- 剧场版 宝可梦 皮卡丘和可可的冒险（2020年12月25日、東宝）：角色 可可 [47]
- 執迷男（2025年11月7日、萬代南夢宮影像製作）：角色 ペチカ[48]

### 電視綜藝節目
- A-Studio（日语：A-Studio）（2019年4月5日－2020年3月27日，TBS）－ 第11代助理主持[49]

### 舞台劇
- 清秀佳人（2016年8月14日－25日）：主演 安・雪麗[50]
- 魔女宅急便（2017年6月1日－4日、東京・新國立劇場中劇場／8月31日－9月3日、大阪・梅田藝術劇場）：主演 琪琪[51]
- 小王子（2017年6月29日、新潟市音樂文化會館／8月8日－9日、東京藝術劇場）：飾演 王子
- 續・穿越時空的少女（2018年2月7日－14日）：主演 芳山和子[52]
- 浪漫活劇「神劍闖江湖」（2018年10月11日－11月7日、新橋演舞場／11月15日－24日、大阪・松竹座）：飾演 神谷薫
- 阿勢、斷行（お勢、断行）（取消公演[注 1]）：飾演[53][54]
- 格爾尼卡（ゲルニカ）（2020年9月－、東京PARCO劇場等）：主演 Sarah（サラ）[55]

### MV
- HOME MADE 家族（日语：HOME MADE 家族） 「スターとライン」（2011年9月28日）[56]

## 書籍

### 雜誌
- Pichi Lemon（日语：ピチレモン）（2011年9月號－2015年12月號、Gakken Plus）- 專屬模特兒[5]

### 寫真集
- aBUTTON VOL.9_青春 上白石萌音/上白石萌歌 (PLUP SERIES)（2012年5月31日，PARCO）ISBN 978-4891949594
- 眨眼（2020年2月28日，寶島社）[17]

## 音樂

### 参加作品
- adieu名義

- 上白石萌歌名義

| 發行日               | 商品名                                                                 | 歌 | 曲                 | 備註                    |
| -------------------- | ---------------------------------------------------------------------- | --- | ------------------ | ----------------------- |
| 2015年6月17日        | はなかっぱ ス・マ・イ・ル/とまとっと...？とうがらし 〜やさいしりとり〜 | 上白石萌歌 | 「ス・マ・イ・ル」 | 動畫《花河童》的主題曲  |
| 2019年4月1日放送開始 |                                                                        | 「Radio Darlings」上白石萌歌、橋本繪莉子（前・Chatmonchy）、谷口鮪（KANA-BOON）、はっとり（通心粉鉛筆）、藤原聰（Official髭男dism）、KAN、秦基博 | 「メロンソーダ」   | FM802的2019年春季宣傳曲 |

### 商業搭配
| 樂曲           | 相關作品                     |
| -------------- | ---------------------------- |
| ス・マ・イ・ル | 動畫《花河童》主題曲         |
| ナラタージュ   | 電影《愛，不由自主》主題曲   |
| 蒼             | 動畫《碧藍幻想》第二季片尾曲 |

## 得獎記錄
| 年份   | 大獎名稱             | 獎項   | 作品       | 結果 |
| ------ | -------------------- | ------ | ---------- | ---- |
| 2011年 | 第7屆「東寶灰姑娘」  | 大獎   |            | 獲獎 |
| 2018年 | 第42屆日本電影學院獎 | 新人獎 | 羊與鋼之森 | 獲獎 |

## 外部連結
- 官方网站- 東寶藝能（日語）
- 上白石萌歌的Instagram帳戶（日語）
- 上白石萌歌的X（前Twitter）（日語）
- 上白石萌歌官方Ameba Blog（页面存档备份，存于）（日語）
- adieu（页面存档备份，存于） - Sony Music（日語）
- 上白石萌歌在互联网电影资料库（IMDb）上的資料（英文）